# Gavina corsa
La gavina corsa o gavina roja a les Balears (Ichthyaetus audouinii) és una espècie d'ocell de l'ordre dels caradriformes i una de les espècies de gavina més escasses del món.

## Morfologia
- Fa 50 cm de llargària total i 125-138 cm d'envergadura alar.
- Té el dors i les ales d'un gris clar. Aquestes darreres presenten una conspícua taca negra formada per la part terminal de les primàries externes.
- El bec és de color vermell carmí amb una banda negra abans de la punta, que és groga (això la distingeix, a primera vista, de les altres gavines).
- Les potes són d'un gris verdenc.
- Iris fosc, amb anell orbital carmesí.
- El cap i el pit són d'un blanc pur.[3]

## Reproducció
Manté poblacions nidificants a les Balears, als Columbrets, al delta de l'Ebre i al delta del Llobregat, els efectius del qual sumen la meitat de la població mundial. Fora de les àrees de nidificació, aquesta gavina és molt escassa.
Fan el niu i hi ponen 2 ous, a l'abril-maig, en àrees sense gaire vegetació.

## Alimentació
Pesca peixos i rarament menja carronya. S'alimenta de nit, tant a alta mar com a les platges.

## Hàbitat
Viu a la Mediterrània, a alta mar, i cria a les illes, preferentment si són petites i de costes rocalloses. Normalment vol penya-segats i roques a les illes on nia, però, en el cas de la colònia del Principat de Catalunya, s'ha adaptat a un terreny menys vertical, com ara el delta de l'Ebre.

## Costums
- Arriba a les àrees de cria durant els mesos de març i abril. A l'hivern és escassa.
- La majoria deixa els llocs de cria i marxa més al sud, a la costa sahariana d'Àfrica, a hivernar, tot i que la resta es reuneix al delta de l'Ebre per mudar.

## Estat de conservació
És una espècie en expandiment, ja que a la dècada de 1960 només n'hi havia 1.000 exemplars i, actualment, es calcula que n'hi ha 10.000.

## Observacions
El nom científic honora el naturalista francès Jean Victoire Audouin.
L'esperança de vida dels individus adults de la colònia del Parc Natural del Delta de l'Ebre és del 90,5%, pot arribar als 21 anys si es considera només com individu adult i si es té en consideració des que neix, aleshores arriba als 25 anys (Oro et al., 1999). En canvi a la colònia de l'illa de Cabrera (Mallorca) és més baixa (84,9 %) i a les Columbretes és més alta (94 %, Cam et al., 2004).

## Galeria d'imatges

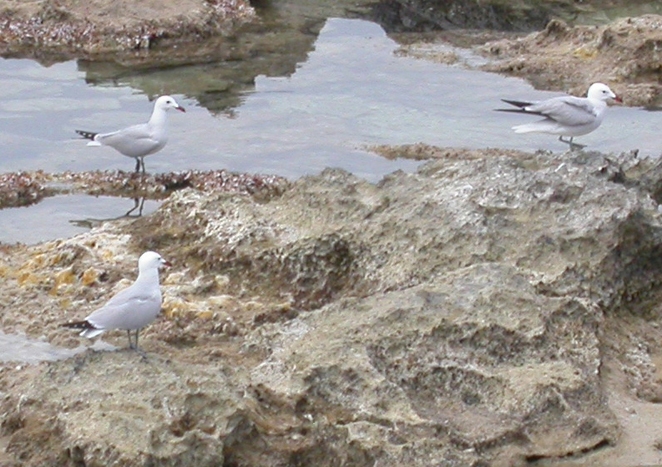
Exemplars fotografiats a punta de Ses Portes (Illa d'Eivissa)
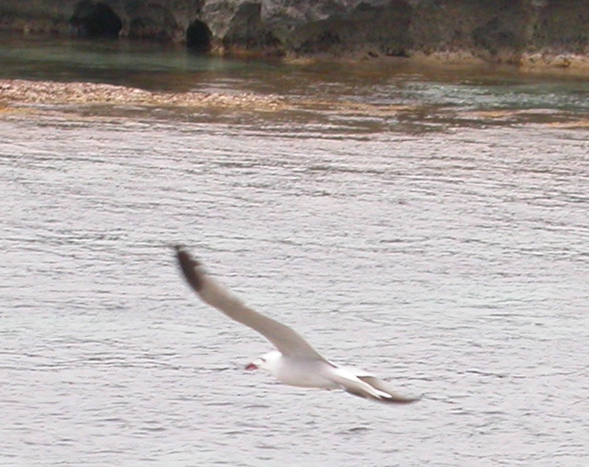
Gavina corsa en vol